# Phyllostomus hastatus
A Phyllostomus hastatus az emlősök (Mammalia) osztályának denevérek (Chiroptera) rendjébe, ezen belül a kis denevérek (Microchiroptera) alrendjébe és a hártyásorrú denevérek (Phyllostomidae) családjába tartozó faj.
A Phyllostomus emlősnem típusfaja.

## Előfordulása
A Phyllostomus hastatus előfordulási területe Közép- és Dél-Amerika. A következő országokban őshonos: Bolívia, Brazília, Costa Rica, Francia Guyana, Guatemala, Guyana, Honduras, Kolumbia, Nicaragua, Panama, Suriname, Trinidad és Tobago és Venezuela. Belizében, Ecuadorban és Peruban ritka vendég. Dél-Amerikában gyakori denevérfaj, míg a Közép-Amerikában csak stabil állományai vannak. Az erdők mellett a városokban és falvakban is fellelhető.

## Alfajai
- Phyllostomus hastatus hastatus Pallas, 1767
- Phyllostomus hastatus panamensis J. A. Allen, 1904

## Megjelenése

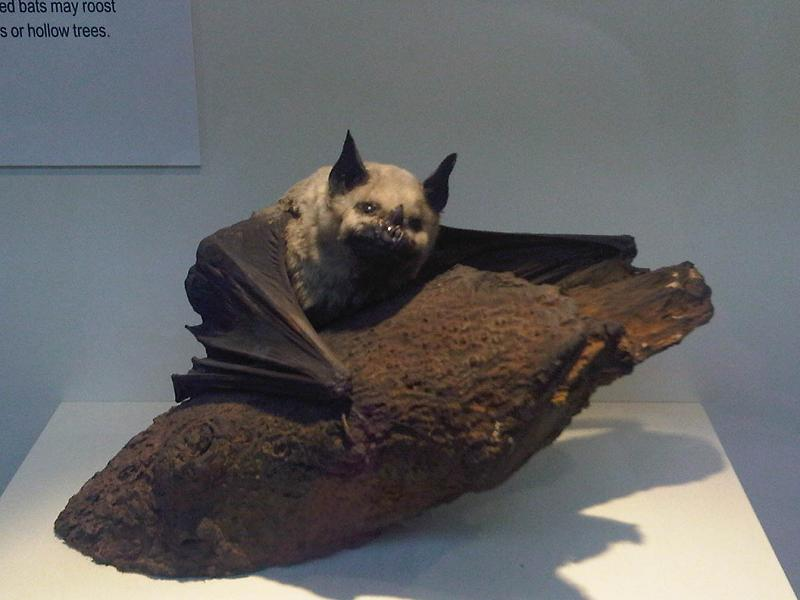
Kitömött példány a londoni Természettudományi Múzeumban

Ez az állat Amerika egyik legnagyobb denevérfaja. Fej-testhossza 10–13 centiméter, szárnyfesztávolsága 45,5 centiméter. Testtömege 81 gramm. Bundája sötétbarna, hasi része világosabb narancssárga árnyalattal. A hártyás orra igen fejlett, fülei távol ülnek egymástól, farka pedig rövid. A hímnek torokzsákja van. Az alsó ajkon V alakú kinövés van, amelyen sok is dudor látható.

## Életmódja
A Phyllostomus hastatus egyaránt kedveli a sűrű erdőket és a nyílt terepet is. Főleg a folyók, patakok közelében található meg, de a szárazabb vidékeken is megél. Ez a faj faodvakban, barlangokban, termeszek váraiban vagy háztetők alatt is megpihen. Körülbelül 10-100 példány pihenhet egy helyen. Olykor egy hím akár 30 nőstényt is gyűjthet maga köré, amelyeket aztán hevesen védelmez, más hímekkel szemben. A Phyllostomus hastatus mindenevő, kisebb gerinceseket, virágport és virágot egyaránt fogyaszt. Táplálkozása során megtermékenyíti az ember egyes haszonnövényét, azonban a banánt is megdézsmálja.
Körülbelül 18 évig él.

## Szaporodása
A kutatók még nem ismerik e denevérfaj szaporodási időszakát, és azt sem, hogy évente hányszor ellik. Bár szoptatós anyákat az év bármely részében be lehet fogni. Legvalószínűbb, hogy egy nőstény évente, csak 1 kölyöknek ad életet. A vemhesség pedig körülbelül 120 napig tarthat.